# Bahnhof Wolfganggasse
Der Bahnhof Wolfganggasse war ein Bahnhof in Wien, der sich im Netz und Eigentum der Wiener Lokalbahnen AG (WLB) an der Lokalbahn Wien–Baden befand.

## Geschichte

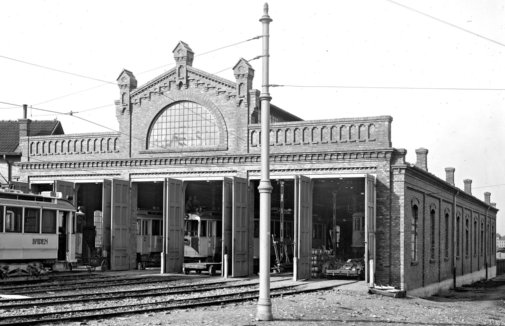
Wagenhalle Wolfganggasse 1906/1907

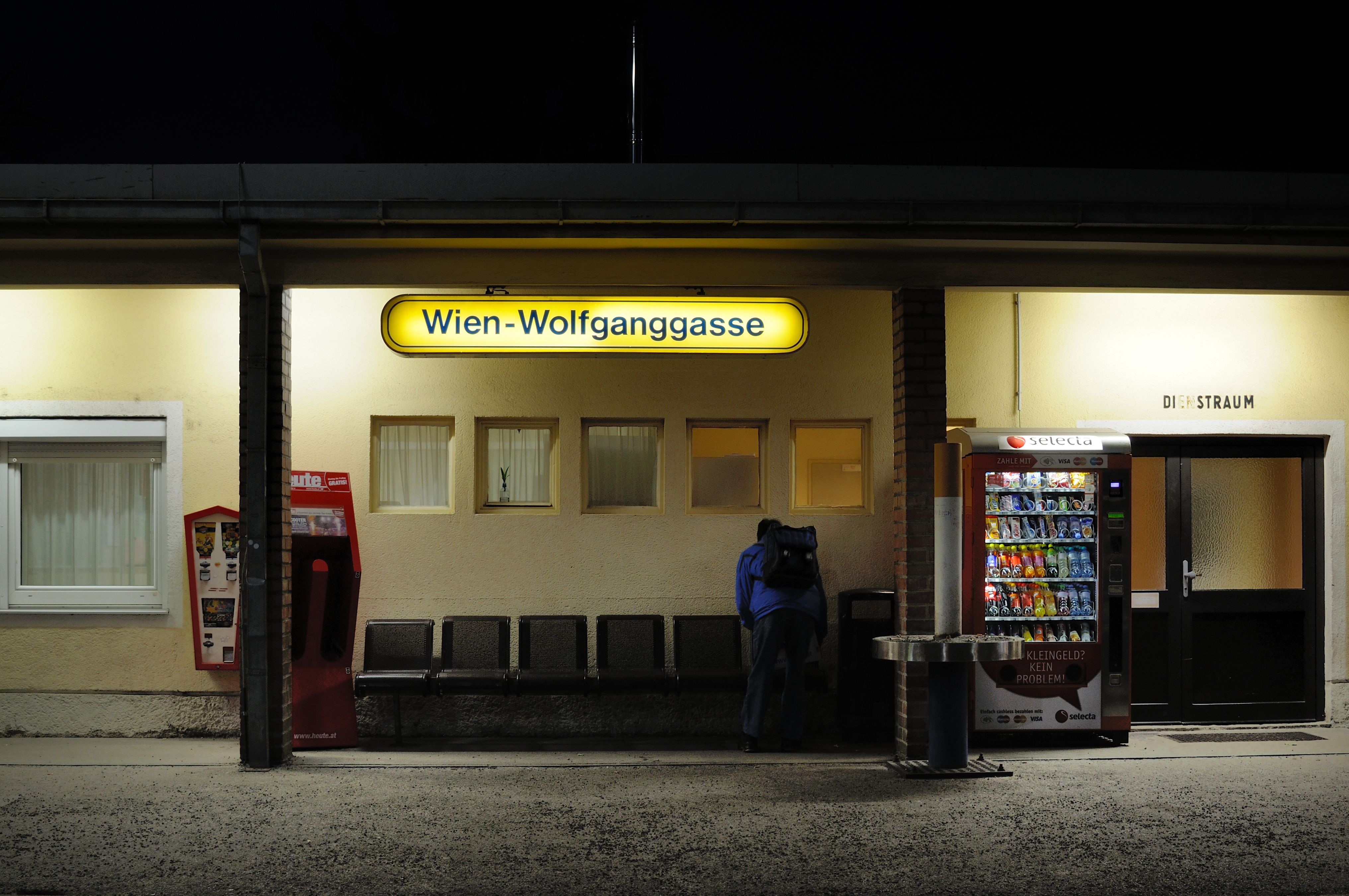
Außenansicht des Dienstraums des Bahnhofs Wolfganggasse

Der Bahnhof Wolfganggasse war sowohl ein Bahnhof des Personenverkehrs der Lokalbahn Wien–Baden als auch Betriebshof, Werkstatt und Standort der Verwaltung der Wiener Lokalbahnen AG im 12. Wiener Gemeindebezirk Meidling. Historisch wurde die Remise auch als Wagenhalle Matzleinsdorf oder als Remise Matzleinsdorf bezeichnet.
Er ging gemeinsam mit der Lokalbahnstrecke nach Baden in Betrieb.
Der Bahnhof wurde zum 31. März 2018 aufgelassen. Grund dafür war die neue Linienführung der Lokalbahn ab Bahnhof Wien Meidling auf der parallelen Bestandsstrecke der Straßenbahnlinie 62.
Anstatt dem ehemaligen Bahnhof Wolfganggasse werden heute die Stationen Flurschützstraße/Längenfeldgasse und Marx-Meidlinger-Straße bedient.
Die Verwaltung, Werkstatt und Betriebshof der WLB wurden an den Bahnhof Inzersdorf Lokalbahn verlegt.

## Nachnutzung
Das Areal des ehemaligen Bahnhofs wurde in ein Wohn- und Gewerbegebiet umgewandelt. Die gründerzeitliche Wagenhalle wird als Food Court genutzt.

## Betrieb
Der Bahnhof wurde durch die Lokalbahn Wien–Baden angefahren. Nachts wurde dieser aufgrund des Betriebsschlusses durch die parallel verlaufende Nachtbuslinie 360 („Casinolinie“) bedient.
| Linie   | Verlauf | Betreiber       |
| ------- | --- | --------------- |
| WLB/360 | Oper – Karlsplatz – Matzleinsdorfer Platz – Wolfganggasse – Bahnhof Wien Meidling – Neu Erlaa – Vösendorf-Siebenhirten – SCS – Maria Enzersdorf – Baden Landesklinikum – Bahnhof Baden – Baden Josefsplatz | Dr. Richard WLB |